# بايرون جونز
بايرون جونز (بالإنجليزية: Byron Jones)‏ هو لاعب كرة قدم أمريكية أمريكي، ولد في 26 سبتمبر 1992 في نيو بريتن في الولايات المتحدة.

## وصلات خارجية
- بايرون جونز على موقع مرجع كرة القدم المحترفة.كوم (الإنجليزية)
- بايرون جونز على موقع كلية كرة القدم في سبورتس رفرنس.كوم (الإنجليزية)